# Endecous aguassay
Endecous aguassay är en insektsart som beskrevs av Carina Marciela Mews 2008. Endecous aguassay ingår i släktet Endecous och familjen syrsor. Inga underarter finns listade i Catalogue of Life.